# Terminalemulator

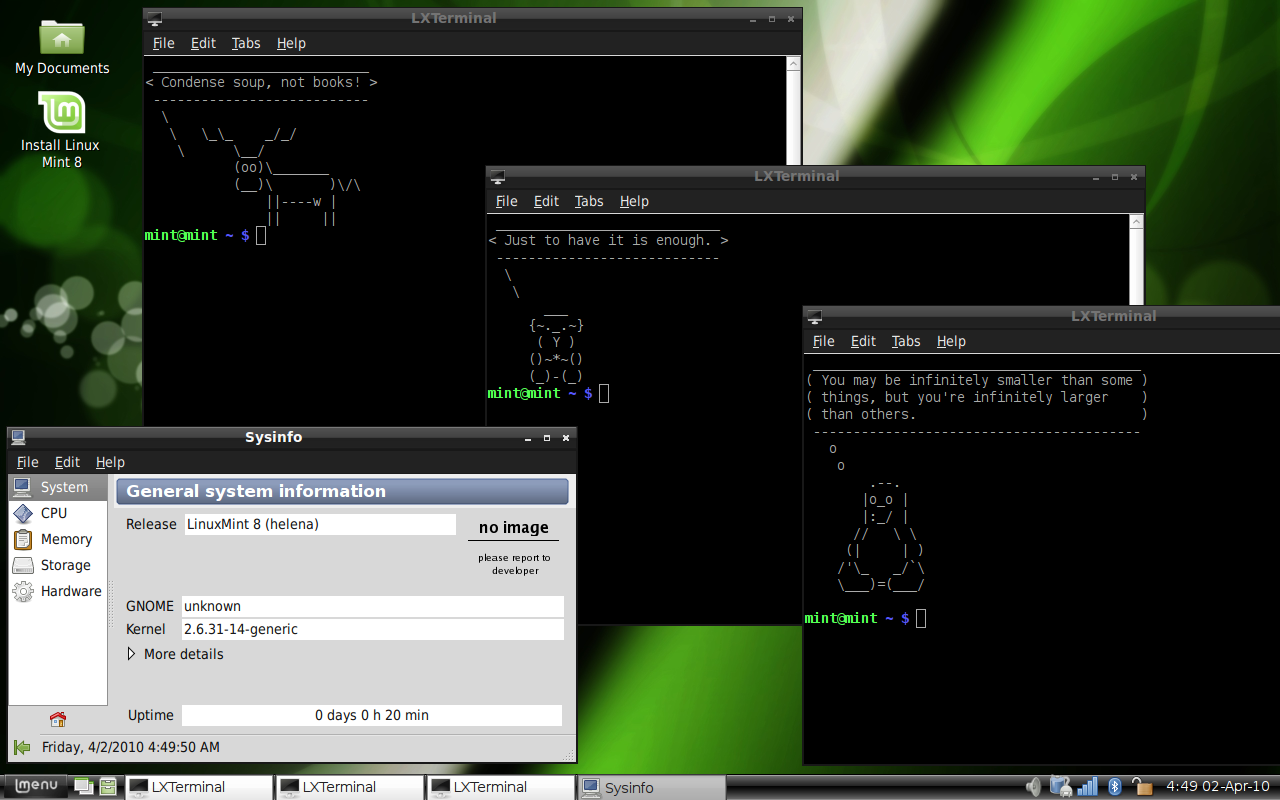
Tre st. terminalfönster under Linux.

En terminalemulator är ett datorprogram som emulerar en datorterminal. På så sätt kan man använda programvara skriven att användas från en terminal också till exempel från en persondator. Då terminalemulatorn körs i ett fönster i ett grafiskt användargränssnitt talar man ofta om ett terminalfönster.
En viktig tillämpning för terminalemulatorer är att från X Window System ge tillgång till Unix' kommandotolk och textbaserade program. I denna användning är valet av terminaltyp att emulera rätt godtyckligt och emuleringen behöver inte vara trogen originalet, så länge de styrkoder som används (via terminfo, ncurses eller liknande) är rätt implementerade.
Terminalemulatorer kan också behövas för att ersätta en särskild terminaltyp, använd i något visst system. Ett exempel på detta är de program för IBM:s stordatorer som förväntar sig kommunicera med IBM:s 3270-terminaler.